# Ctenodiscus procurator
Ctenodiscus procurator är en sjöstjärneart som beskrevs av Percy Sladen 1889. Ctenodiscus procurator ingår i släktet Ctenodiscus och familjen Ctenodiscidae. Inga underarter finns listade i Catalogue of Life.